# Giardino Corsini
Il giardino Corsini al Prato fa parte del complesso del palazzo Corsini al Prato (via il Prato, 58), da distinguere dal palazzo Corsini sul Lungarno, appartenuto alla ricca famiglia dei Corsini a Firenze. Numerosi ed illustri sono stati gli ospiti del palazzo da Federico IV di Danimarca al principe di Galles Carlo Edoardo Stuart alle regine Vittoria d'Inghilterra e Margherita di Savoia.

## Il Prato
La zona del Prato è un grande slargo nella zona ovest del centro storico di Firenze, un tempo non lastricata in quanto destinata al mercato settimanale del bestiame. La zona era ed è tuttora incuneata fra l'area di influenza del convento domenicano di Santa Maria Novella e quello degli umiliati di Ognissanti ed ospitava anche alcuni ospedali per lebbrosi che la rendevano piuttosto malsana.
Dalla metà del Cinquecento la zona subì una vera rinascita divenendo luogo di rappresentanza e passeggio, una riqualificazione suggellata dalle nozze fra il Granduca Ferdinando I e Cristina di Lorena nel 1589, che si svolsero proprio in questa area, magnificamente arredata da scenografie creata dai grandi artisti di corte come il Giambologna, Bartolomeo Ammannati e Bernardo Buontalenti.

## Il casino Cinquecentesco

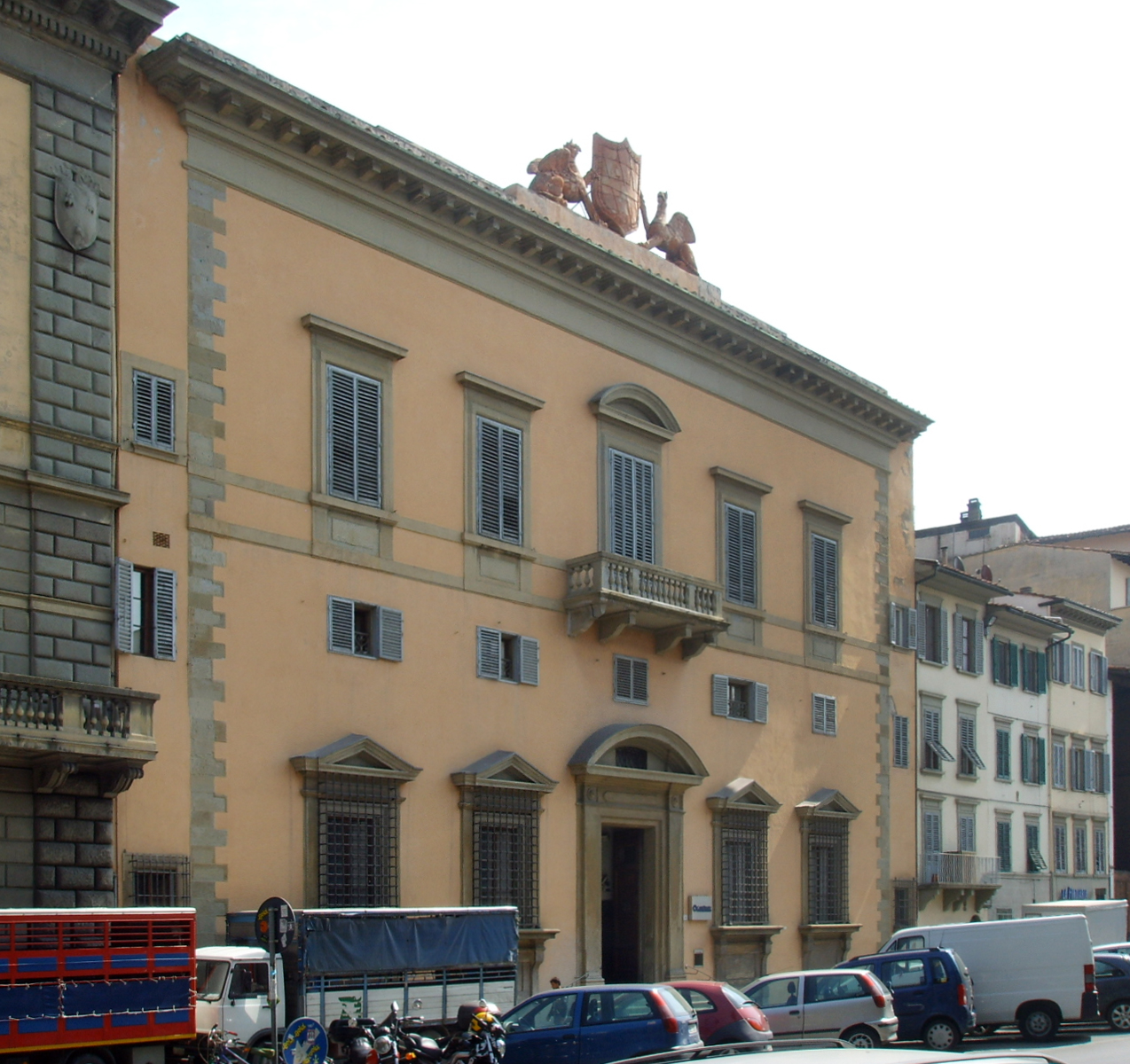
Il palazzo cinquecentesco visto dal Prato

Proprio a quegli anni, esattamente al 1590, risale la posa della prima pietra del palazzo su una zona rialzata del Prato, progettato dal Buontalenti per Alessandro Acciaiuoli, un aristocratico con la passione della botanica, che desiderava possedere un "casino", una di quelle costruzioni cioè allora di gran moda, che consistevano in una sorta di villa in città circondata da un ampio parco.
Per questo il palazzo si sviluppa essenzialmente al pian terreno, dove la famiglia viveva vicino al giardino, con i soffitti alti e le decorazioni che normalmente erano riservate ai piani nobili dei palazzi cittadini. Al progetto originale appartengono le "finestre inginocchiate", cioè con i mensoloni appoggiati su sostegni sporgenti, con timpani spezzati che ancora si vedono. Pochi anni dopo però, il fallimento del Banco dei Ricci, famiglia legata amichevolmente e finanziariamente agli Acciaioli, portò ad un effettivo blocco dei lavori.

## I Corsini

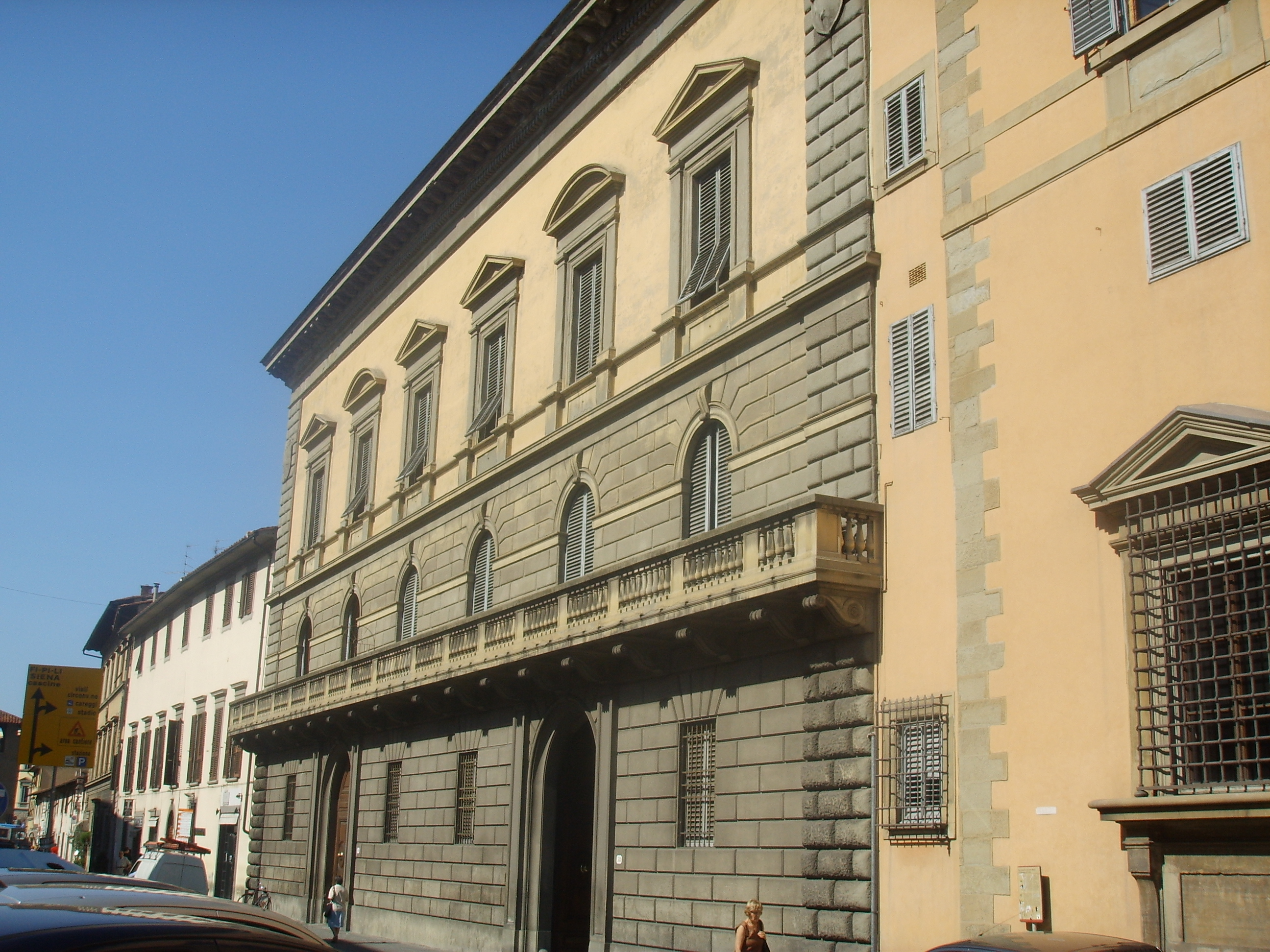
La facciata dell'ampliamento ottocentesco, con il balcone sul Prato

Nel 1620 la proprietà venne ceduta ai Corsini e l'atto di vendita parla di un casamento non finito, di un semplicista, cioè di un orto di piante medicinali come si coltivavano al giardino dei Semplici, e di una ragnaia, cioè un boschetto di lecci, dove erano installate anche le reti per la cattura dei volatili.
Filippo Corsini affidò la realizzazione di un giardino all'italiana a Gherardo Silvani, che creò il bel viale adornato da statue che ancora esiste sul retro della villa, con le sculture che poggiano su piedistalli di altezza digradante per creare un effetto prospettico di maggiore ampiezza.
Immancabili decorazioni geometriche con siepi di bosso decorarono il parco, assieme a due selvatici, cioè due zone boscose in una delle quali fu realizzato un labirinto di alloro, e ben tre limonaie, a testimonianza della sfrenata passione dell'epoca per gli agrumi, piante belle ed esotiche per i rigidi inverni toscani.
Nel Settecento la famiglia raggiunge il suo apogeo con l'elezione al soglio pontificio del Cardinale Lorenzo Corsini come papa Clemente XII, il cui nipote Neri fu un grande collezionista di antichità, come testimonia la collezione di lapidi e iscrizioni varie antiche (greche, latine ed etrusche) inserite sotto la loggia della facciata del palazzo in cornici decorative, analogamente a quanto fatto dai Riccardi nel palazzo Medici Riccardi.

## L'Ottocento

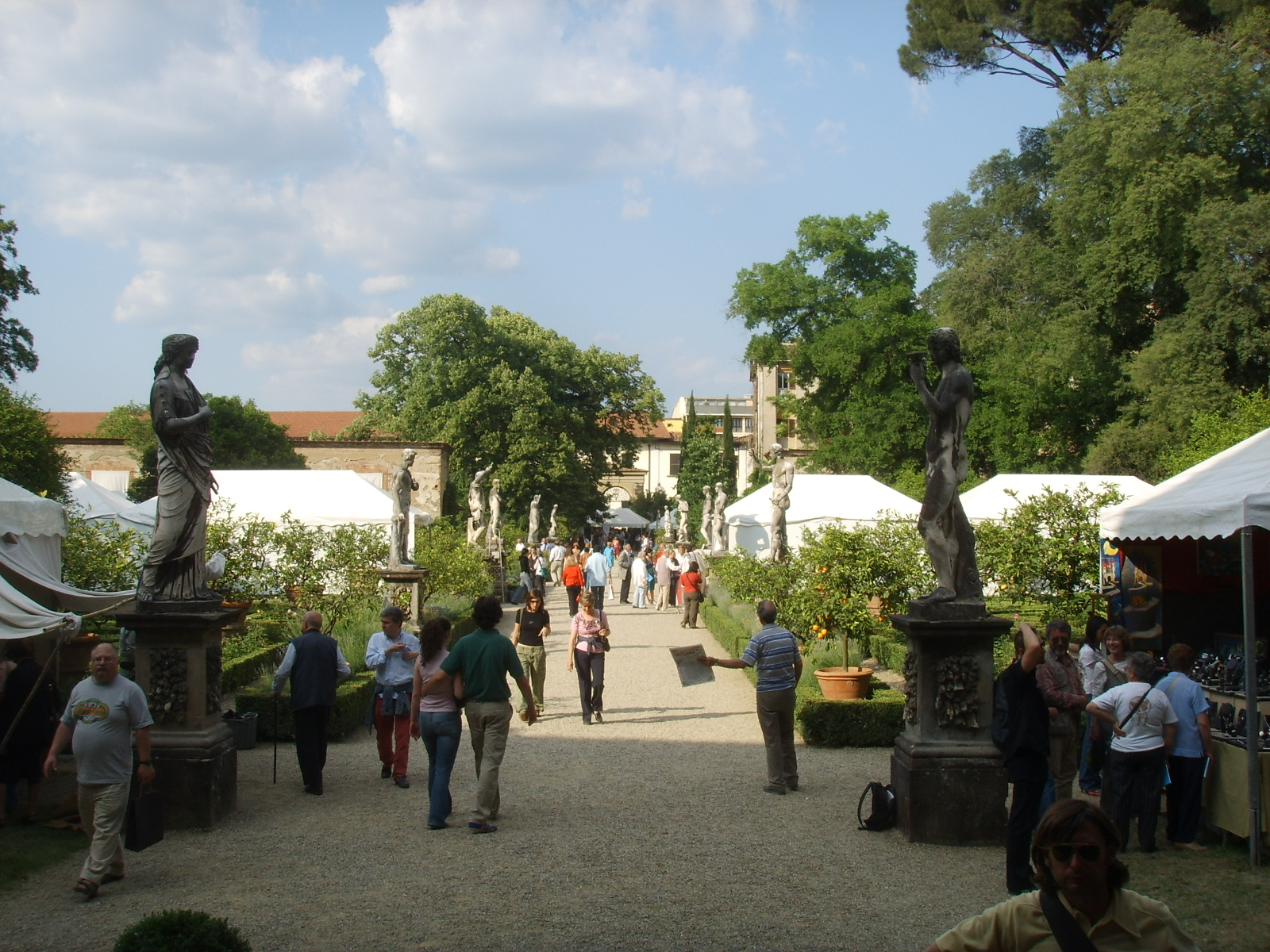
Il viale con le statue

Nell'Ottocento, quella che era una residenza temporanea estiva (rispetto al palazzo Corsini sul Lungarno) diventò residenza stabile del Marchese Neri Corsini di Lajatico, e subì importanti lavori di ingrandimento ad opera dell'architetto Ulisse Faldi, con la creazione di due ali laterali in stile neorinascimentale. Successivamente, verso il 1860, Vincenzo Micheli realizzò un nuovo edificio affacciato sul Prato, sul sito dell'antico convento dei Santi Maria e Giuseppe sul Prato, sul quale trovò spazio una balconata per poter assistere al palio dei Berberi, una gara ippica, versione fiorentina del palio di Siena, che si disputò fino al 1870 circa, da via Ponte alle Mosse (che deve il suo nome proprio al fatto che la corsa prendesse le mosse, cioè partisse da qua) fino a porta alla Croce (l'attuale piazza Beccaria).
Il giardino subì una nuova trasformazione su impulso della pittrice Antonietta Wald Stratten secondo la moda allora dominante del giardino all'inglese in stile romantico, con le ragnaie trasformate in boschetti di alberi a crescita rapida, percorsi da sentieri, e con l'apertura di un laghetto davanti alla limonaia, che però fu presto interrato per il ristagnare delle acque che portava insane colonie di zanzare. Resta comunque la graziosa statua di bambino sulla tartaruga eseguita per il centro dello specchio d'acqua.

## Il Novecento
L'ultima sistemazione fu progettata da Oliva di Collobiano su incarico di Giorgiana Corsini (1939-2020), che negli anni '80 rifece le aiuole del giardino all'italiana con le peonie di varie tonalità rosa, una scelta piacevole, ma non filologica rispetto al giardino antico.
Una volta all'anno, a metà maggio, ospita la rassegna dedicata alle eccellenze artigiane e agli antichi mestieri Artigianato e Palazzo.

## Assetto attuale

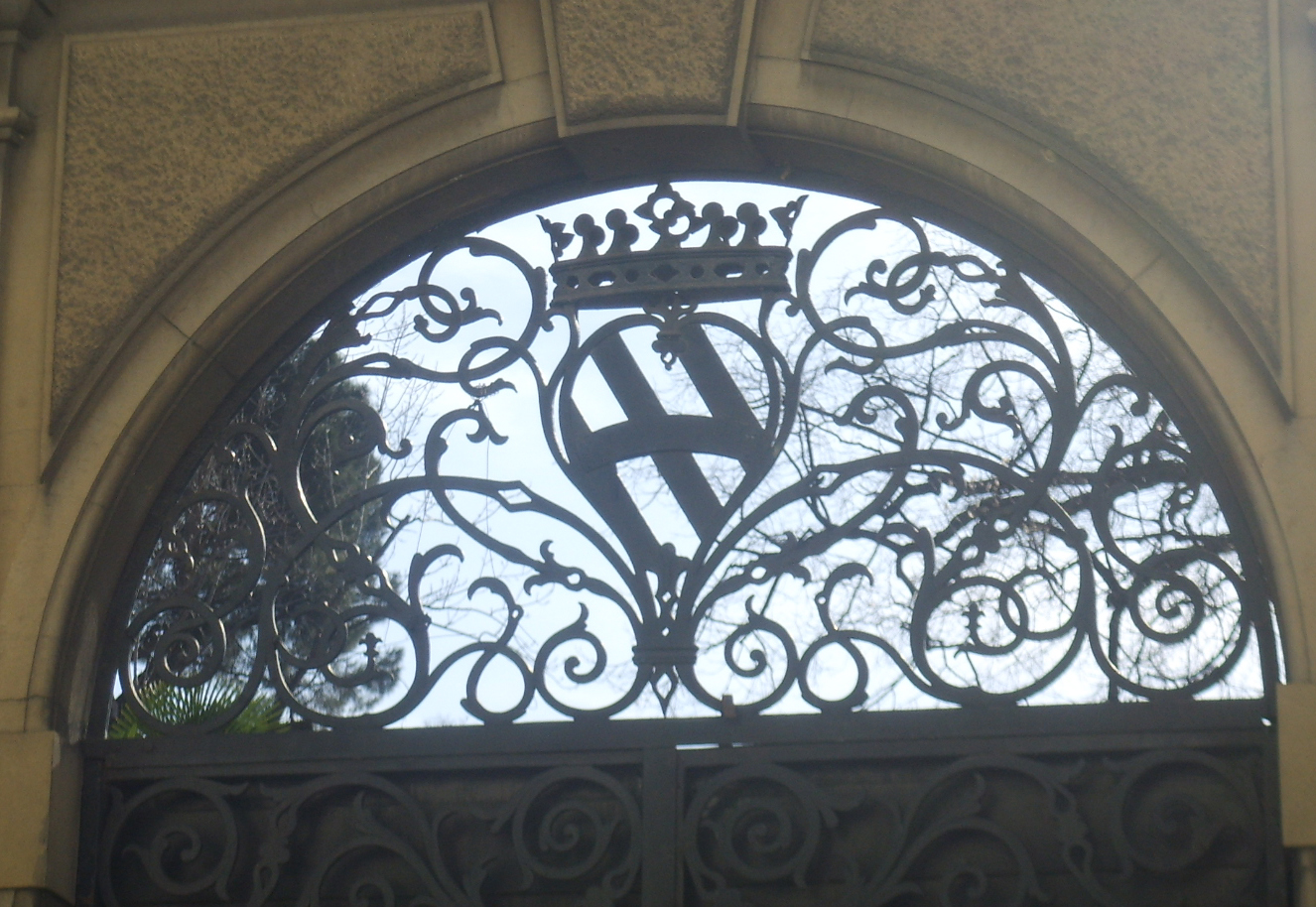
Lo stemma sulla cancellata del giardino

Il giardino ospita circa 130 piante di agrumi, grazie anche alle tre grandi limonaie nelle quali le piante svernano. A ovest del giardino, circondato dallo stesso alto muro di recinzione e per questo invisibile al traffico cittadino che lo costeggia, si trova l'ultimo terreno a uso agricolo del centro di Firenze, dove si estende un prato con tigli secolari. 
Nel giardino vagano liberamente le numerose tartarughe di una numerosa colonia secolare che qui ha trovato un ambiente perfetto per la sopravvivenza e che oggi conta più di cento esemplari.

## Galleria d'immagini

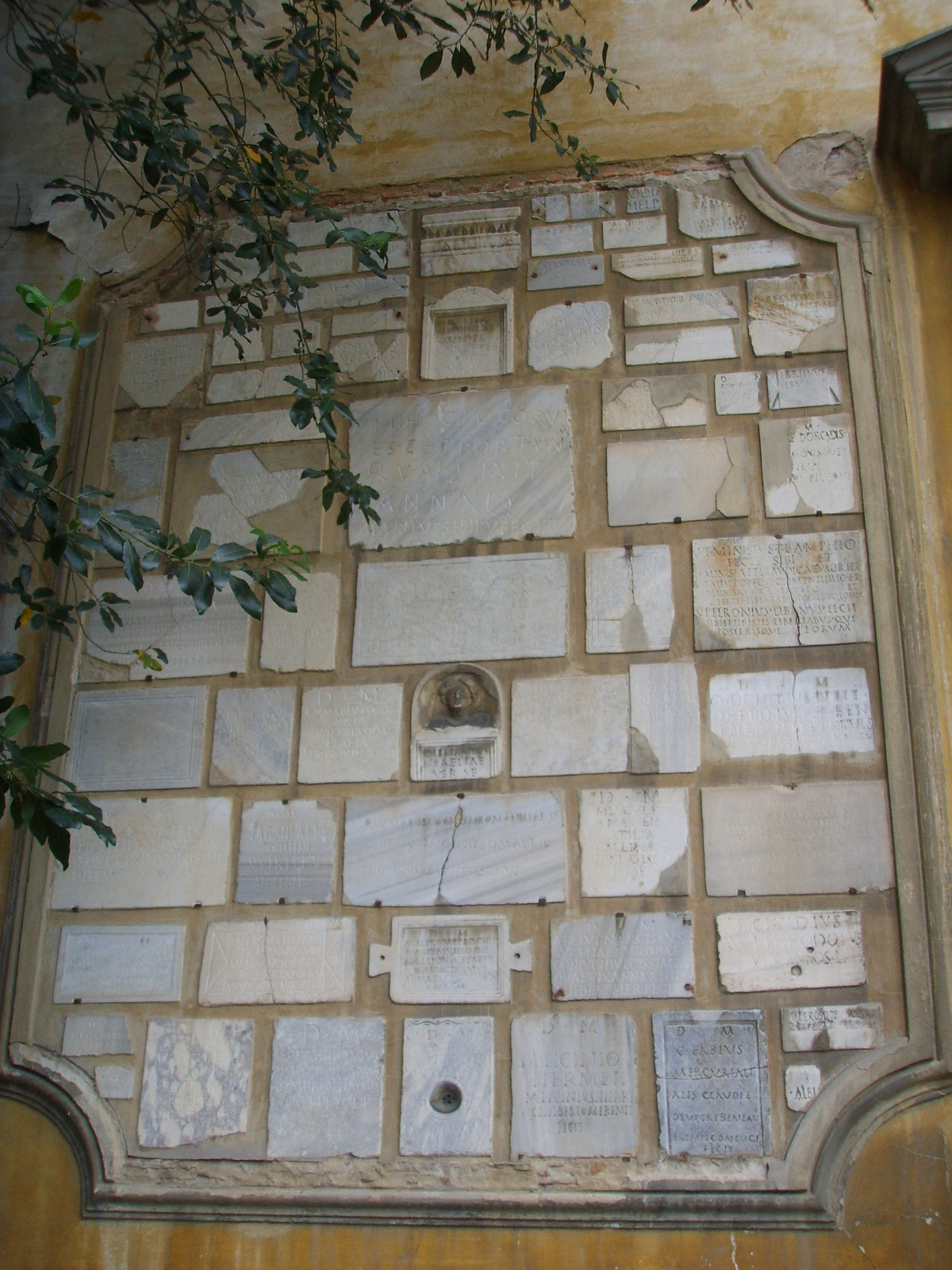
Uno dei lapidari incassati nella parete esterna del palazzo
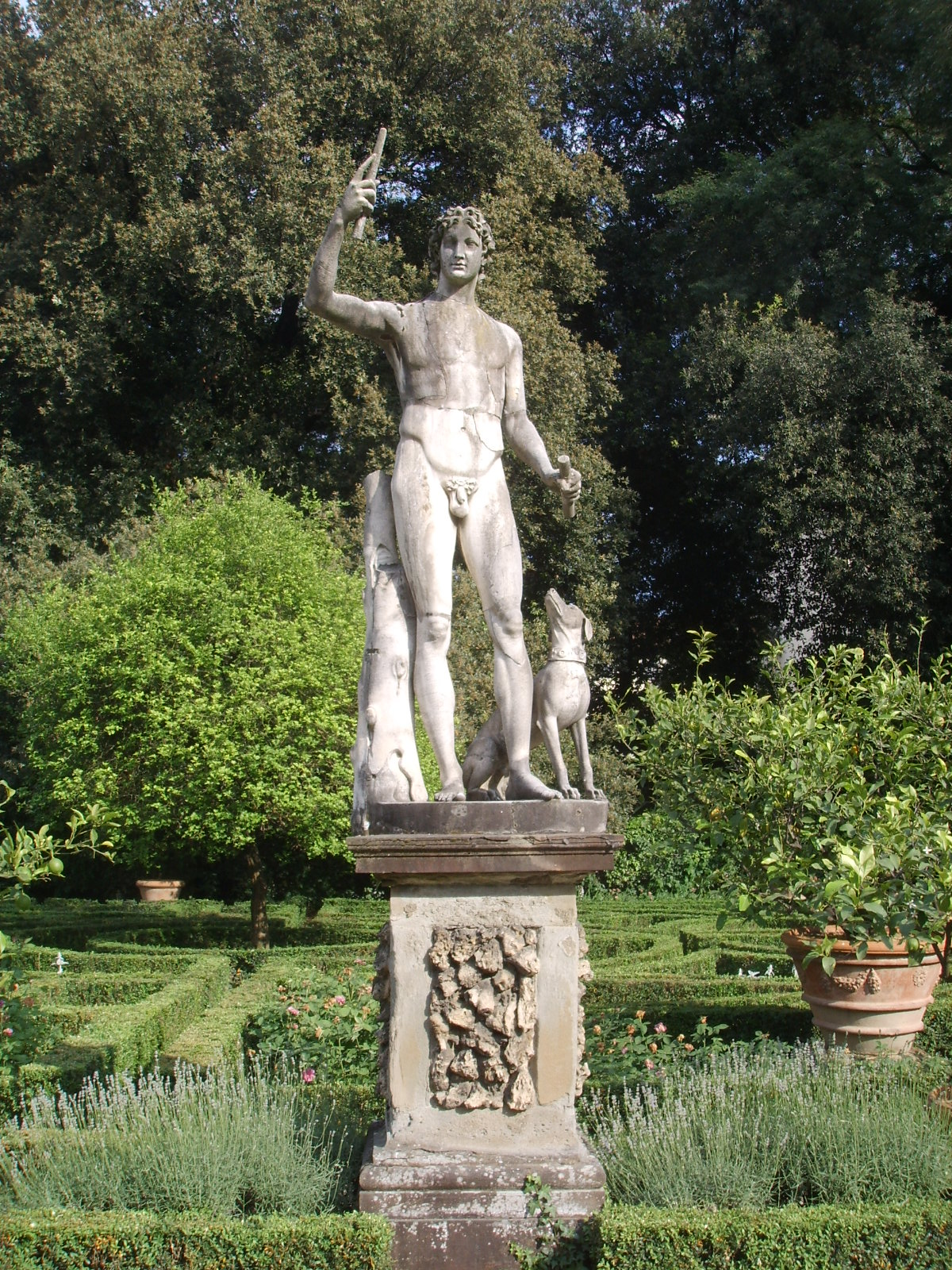
Statua settecentesca
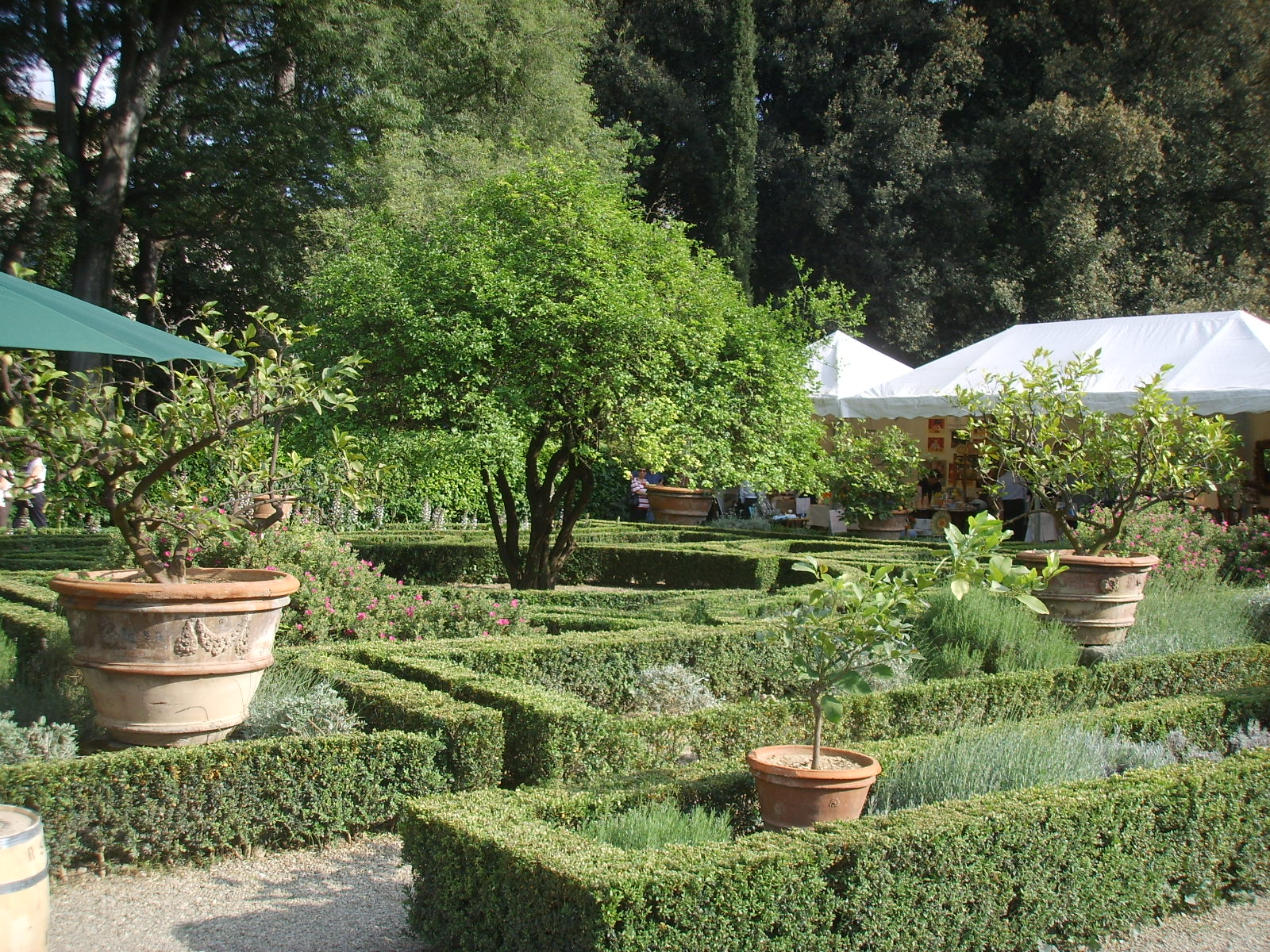
Aiuole geometriche
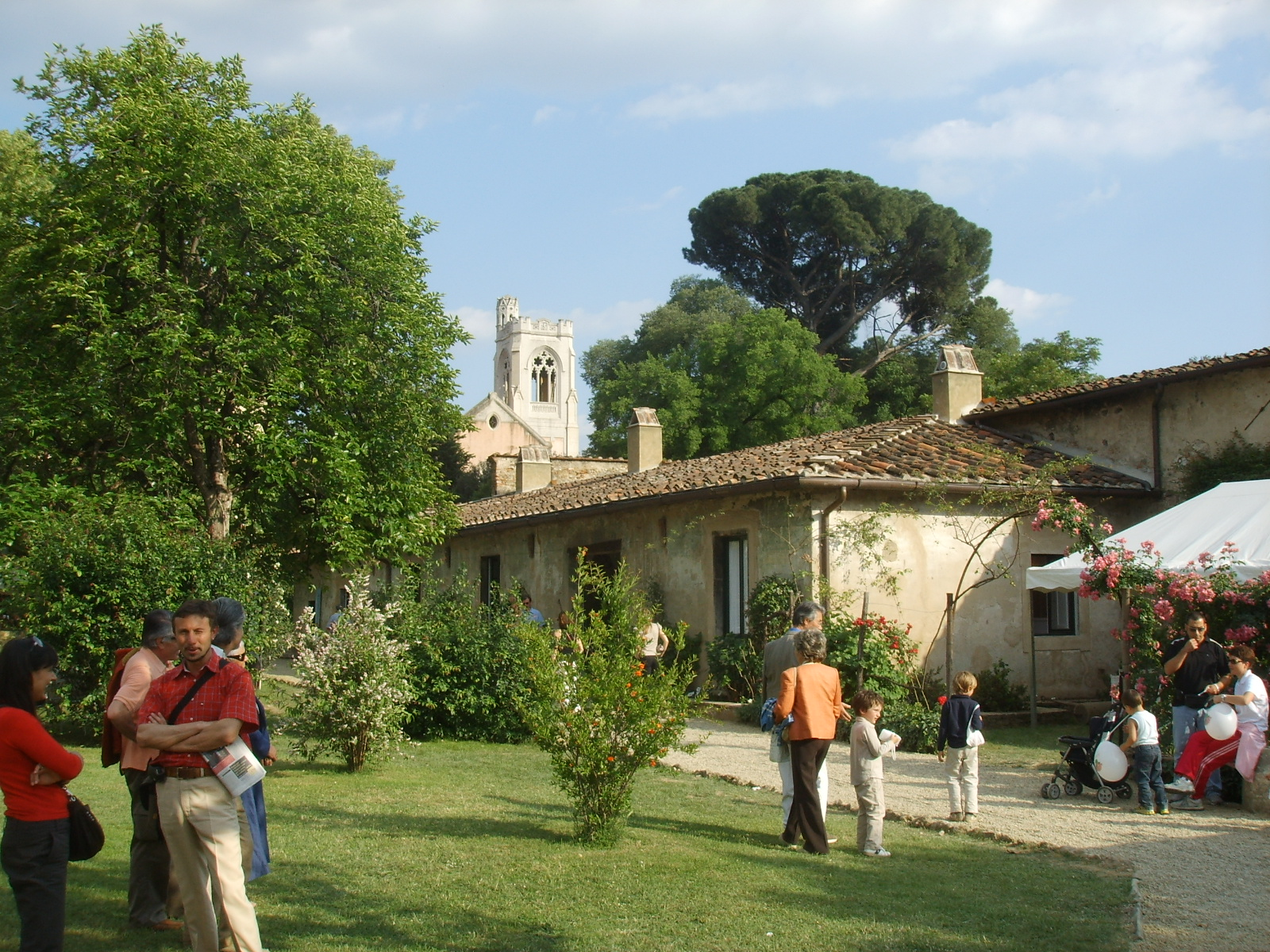
Edifici agricoli, sullo sfondo la Chiesa episcopale americana di Saint James